# Laura Wilkinson
Laura Wilkinson (n. 17 noiembrie 1977, Houston, Texas, SUA) este o săritoare în apă ce a reprezentat Statele Unite ale Americii, medaliată olimpică. A participat la 3 ediții ale Jocurilor Olimpice (2000, 2004, 2008) în care a câștigat o medalie de aur.